# 丙氨肽素
丙氨肽素（英語：Alazopeptin）是一种抗生素，具有中等抗锥虫和抗肿瘤活性。它最初是从来自爱荷华州威廉斯堡附近的土壤中的Streptacidiphilus griseoplanus中分离出来的。它也可以从Kitasatospora azatica中分离出来。它仍然主要通过该生物体的发酵液产生。从结构上来看，丙氨肽素是一种三肽，含有2个6-重氮-5-氧代-L-正亮氨酸分子和1个L-丙氨酸分子。2021年，丙氨肽素的生物合成途径被详细描述。